# Explorer 7
Explorer 7 – mały amerykański satelita naukowy z serii Explorer. Prowadził badania geofizyczne.

## Opis misji
Explorer 7 miał za zadanie badać:
- zmiany w słonecznym promieniowaniu X i promieniowaniu Lymana
- uwięzione w ziemskim polu magnetycznym cząstki energetyczne i ciężkie promienie kosmiczne, o Z większym od 5
- mikrometeoroidy
- bilans cieplny powierzchnia Ziemi – atmosfery

Użyteczne dane otrzymywano od satelity od startu do lutego 1961 i przerywanie do 24 sierpnia 1961.

## Budowa i działanie
Stabilizowany obrotowo statek miał kształt podwójnego stożka (dwa stożki połączone cylindryczną sekcją). Statek był zasilany przez około 3000 małych ogniw słonecznych i 15 akumulatorów NiCd. Telemetria była prowadzona przez dwa dipole (1 W; 20 MHz). Na spodzie umieszczona była antena 108 MHz używana do śledzenia statku.

## Ładunek
- Eksperyment promieniowania cieplnego (5 bolometrów; masa 10 kg; zużycie energii 0,2 W)
- Eksperyment słonecznych promieni X i promieniowania Lymana

Na przyrząd składały się dwa detektory rentgenowskie (wypełnione argonem, okienko wejściowe z berylu), o czułości w zakresie 0,2 – 0,8 nm, i dwie kuliste komory jonizacyjne (o śr. 1,9 cm) do pomiaru promieniowania Lymana. Wypełnione były azotem, a otwory rejestrujące wykonano z fluorku litu. Ich czułość przypadała na zakres od 105 do 135 nm. Uzyskane dane były niemożliwe do zinterpretowania w wyniku promieniowania pasów Van Allena i problemów elektronicznych w jednym ze wzmacniaczy.
- Eksperyment ciężkich pierwotnych promieni kosmicznych

Prowadził wielokierunkowe pomiary zmian pierwotnych ciężkich promieni kosmicznych (o energiach 1-15,5 GeV). Cząstki o liczbach atomowych Z > 5, Z > 8 i Z > 15 były zliczane oddzielnie przez komorę jonizacyjną. Amplituda impulsu wysyłanego przy zarejestrowaniu danej cząstki była niezależna od energii cząstki, ale proporcjonalna do kwadratu liczby atomowej.
- Eksperyment promieniowania uwięzionego i protonów słonecznych

W jego skład wchodziły dwa wielokierunkowe liczniki Geigera (Anton 302 i Anton 112). Używane były do czasowego i przestrzennego monitorowania intensywności promieniowania kosmicznego i korpuskularnego promieniowania uwięzionego przez ziemskie pole magnetyczne oraz protonów pochodzących ze Słońca. Detektor był czuły na protony (o energiach > 20 MeV) i elektrony (o energiach > 30 keV).
- Detektor mikrometeoroidów

Składał się z trzech fotoprzewodzących komórek (18 mm² każda) z siarczku kadmu. Eksperyment był zaplanowany na 38 dni.
- Eksperyment jonosferyczny

W pełni tranzystorowy nadajnik telemetrii pracował na częstotliwości podstawowej równej 19,9915 MHz. Był zasilany z baterii i akumulatorów. Miał moc 660 mW, na częstotliwości podstawowej. Promieniował także na drugiej i trzeciej harmonicznej (15 mW każda): 39,983 i 59,9745 MHz. Odbiorniki sygnału nadajnika znajdowały się w Waszyngtonie, Chicago i Illinois.

## Ciekawostka
W dniu 13 października 1959 roku z pokładu samolotu Boeing B-47 Stratojet wystrzelono w kierunku Explorera, znajdującego się w perygeum rakietę Bold-Orion. Minęła satelitę w odległości czterech mil (6,4 km).  